# Gamla vattentornet, Mariupol
Gamla vattentornet  är ett tidigare vattentorn i Mariupol i Ukraina. Det ritades av ingenjören och arkitekten Viktor Nielsen och uppfördes 1909–1910, som del av anläggandet av ett vattenförsörjningssystem i staden.
Byggnaden är uppförd i rött och vitt tegel i olika arkitektoniska stilar. Den har ett oktagonalt tvärsnitt och är 33 meter hög i fyra våningar. Den är placerad i centrala staden, nära huvudgatan Prospekt Myru och på den högsta punkten i trakten. Inuti finns en spiraltrappa med 157 trappsteg. 
Byggnaden användes som vattentorn fram till 1932, då stadens vattenförsörjningssystem gjordes om. Det användes därefter som observationstorn för brandbevakning. Den klarade sig från skador under andra världskriget, men stod senare under många år utan användning. År 1983 blev vattentornet ett byggnadsminne. Det restaurerades senare och blev i slutet av 1980-talet ett museum för stadsplanering i Mariupol.
Mellan 1996 och 2012 inhyste byggnaden en bank och senare kontorsutrymmen, bibliotek och turistinformation. Från 2016 har byggnaden används som kulturhus, med utställningar, föreläsningar, konserter och andra evenemang.

## Bildgalleri

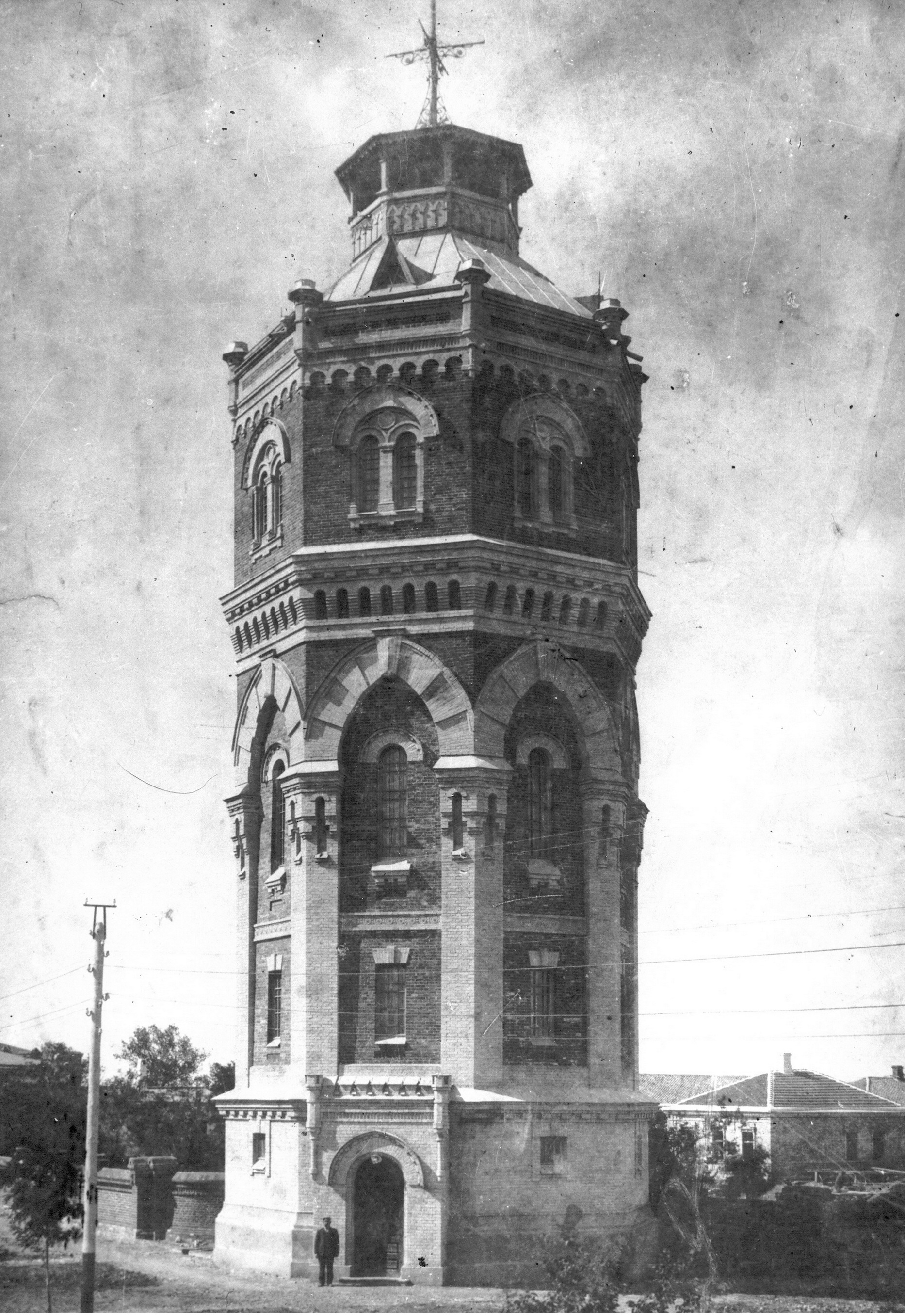
Vattentornet, före 1917
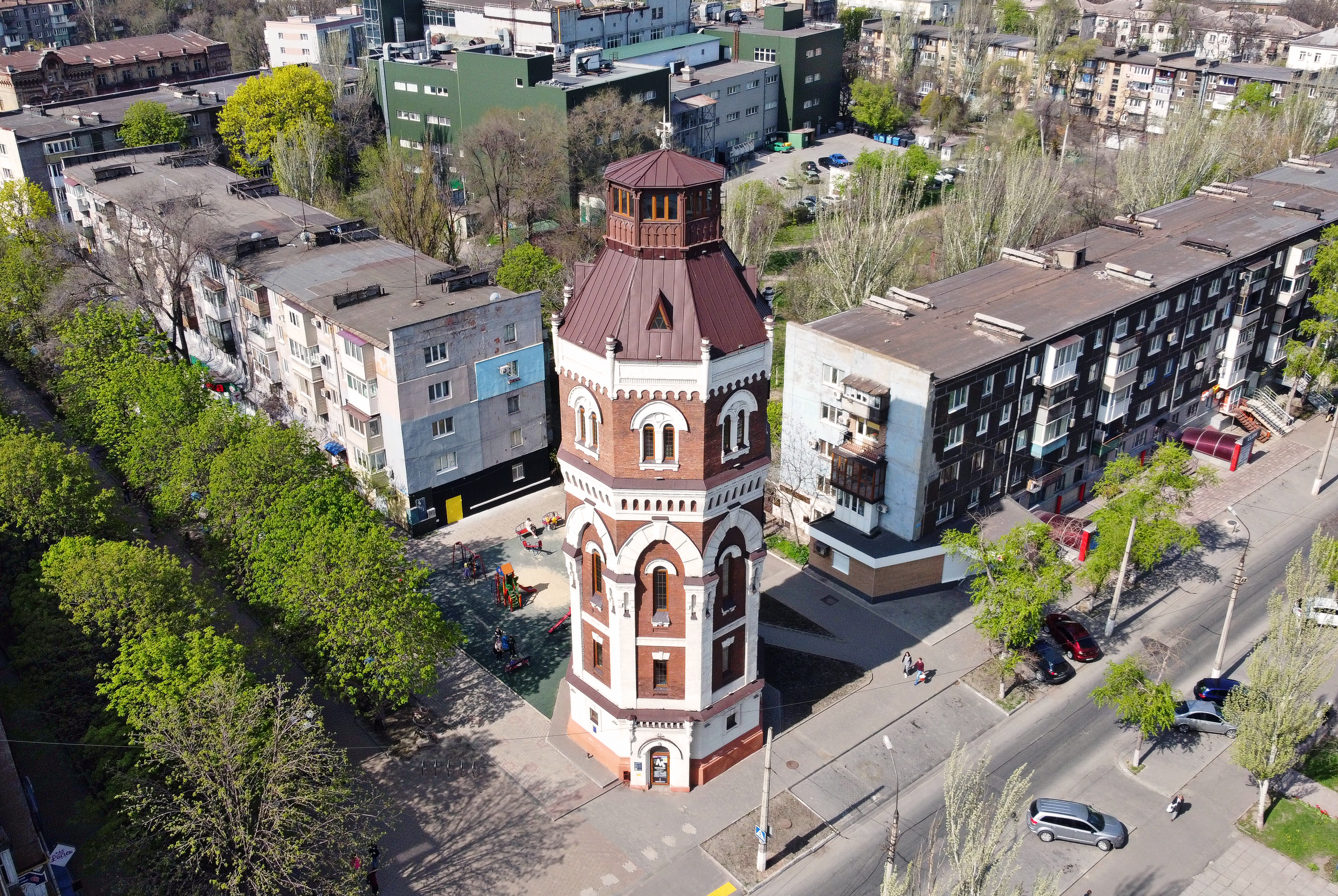
Flygfoto
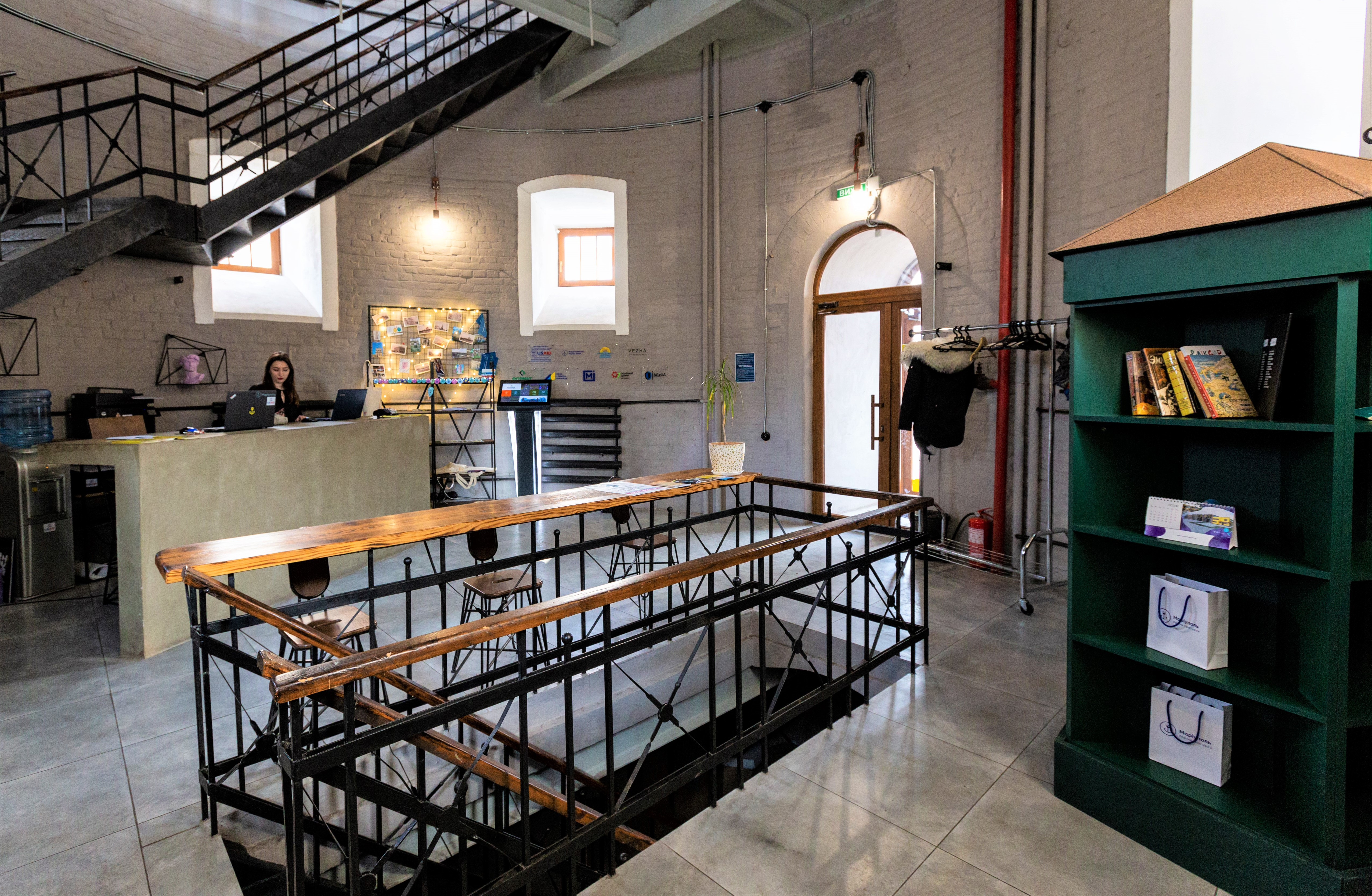
Interiör
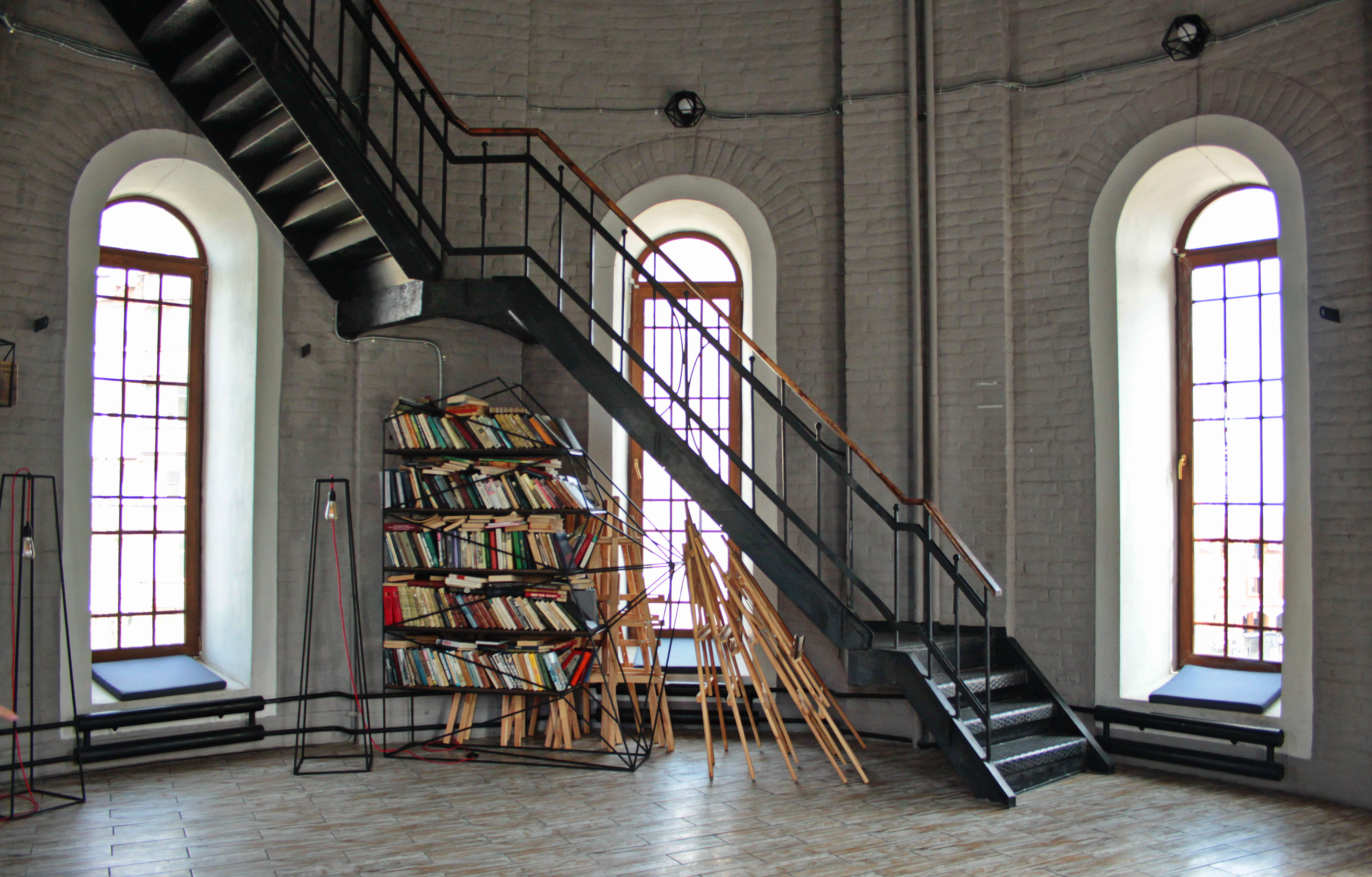
Interiör